# Robotboy
 (octobre 2021).
Si vous disposez d'ouvrages ou d'articles de référence ou si vous connaissez des sites web de qualité traitant du thème abordé ici, merci de compléter l'article en donnant les références utiles à sa vérifiabilité et en les liant à la section « Notes et références ».
Robotboy est une série télévisée d'animation franco-britannique, créée par Jan Van Rijsselberge et produite par Alphanim, initialement diffusée entre le 1er novembre 2005 et le 27 septembre 2008 sur Cartoon Network Royaume-Uni.
En France, elle a été diffusée depuis le 3 septembre 2006 sur France 3 dans France Truc et Toowam puis rediffusé sur Cartoon Network France, Gulli et Boing France.

## Synopsis
Robotboy est la dernière création du professeur Moshimo. Il a des émotions humaines, il est programmé et se sent vivre avec Tommy Turnbull, un garçon âgé de 10 ans, dont il est le meilleur ami. Celui-ci doit lui apprendre à devenir un "vrai petit garçon".

## Fiche technique
- Réalisation : Charlie Bean
- Scénario : Robert Mittenthal, et Michael Rubiner
- SOFICA : Cofinova 1

## Distribution
- Hélène Bizot : Tommy Turnbull
- Coco Noël : Robotboy, Kurt
- Isabelle Volpé : Lola Mbola, Deb Turnbull, Bambi, Miu-Miu, Robotgirl, la principale Culpepper
- Patrick Pellegrin : Gus Turner, Dwight Turnbull, Protoboy, Superpoing (1re voix), Bjorn Bjornson, Robotbjorn, Kingsley Mbola, Thélonious Hexx (1re voix)
- Patrick Noérie : Professeur Moshimo, Dr Kamikazi
- Constantin Pappas : 	Donnie Turnbull, Thélonious Hexx (3e voix, S2E24b), Ludwig, Vance Cosgrove le journaliste, voix secondaires
- Frédéric Souterelle : Constantin, le père de Kurt, Superpoing (2e voix, S2E20b), Thélonious Hexx (2e voix, S2E15a)
- Bernard Jung : Klaus von Affenkugel
- Bruno Henry : le narrateur

## Personnages
- Tommy Turnbull : Tommy est un garçon intelligent, sensible et sympathique. Il est le mentor et le meilleur ami de Robotboy. Il essaie d'enseigner à son copain robot à quoi ressemble la vie d'un petit garçon. C'est également le frère de Donnie.
- Augustin "Gus" Turner : Gus est un gros névrosé, égoïste et manque de volonté. Il adore faire des blagues aux gens, mais le plus souvent elles lui reviennent en travers de la figure. Gus est l'un des meilleurs amis de Tommy. Une caractéristique pour le reconnaître : il mange tout et n'importe quoi et même tout le temps. Il aime être appelé "Super-Gus-Man''.
- Lola Mbola : Lola est sûre d'elle, éduquée, intelligente et la fille d'un riche diplomate africain. Elle est secrètement amoureuse de Tommy.
- Robotboy : Robotboy est un robot ultra perfectionné bleu pourvu d'expressions et d'émotions humaines. Il fonctionne selon trois modes : Désactivé (où il est éteint), Activé (son mode la plupart du temps) et Superactivé (mode de combat à la puissance maximum). Il apparait en mode Superactivé une fois à chaque épisode (parfois 2 ou 3 fois) En plus d'être solide, Robotboy a un côté émotif comme un petit garçon.
- Robotgirl : Robotgirl est une robot ultra perfectionné rose pourvue d'expressions et d'émotions humaines. Robotgirl a un côté émotif comme une petite fille. Elle est la sœur de Robotboy, car elle a été créée par le même homme que lui : le professeur Moshimo.
- Professeur Akira Moshimo : Le professeur Moshimo est le créateur de Robotboy, Robotgirl, Protoboy et Robotman. Il a reçu une lettre de Tommy Turnbull l'informant qu'il attendait avec impatience sa dernière invention. En conséquence, le professeur Moshimo lui a envoyé Robotboy pour s'en occuper. Le professeur a une fiancée japonaise nommée Miu-Miu, qui lui sert également d'assistante.
- Miu-Miu : Fiancée du professeur Moshimo et assistante de laboratoire. Elle est généralement représentée comme silencieuse, mais elle peut parler. Même si elle parle rarement, elle semble ennuyée par les nombreux passe-temps de son fiancé.
- Donnie Turnbull : Donnie est le grand frère de Tommy. C'est un dur-à-cuir chauve qui adore maltraiter Tommy. Mais ses plans pour maltraiter son petit frère se retournent souvent contre lui.
- Dr Otomo Kamikazi II : Le Dr Kamikazi est un savant fou; ce n'est pas un bon méchant mais ce petit vieux est déterminé à transformer la Terre en son propre Empire qu'il surnommerait « Kaziland ». Il veut kidnapper Robotboy pour prendre le contrôle du monde. Il peut créer des Kaziclones mutants, comme les Kazigrizzlis.
- Constantin : Constantin est le bras droit de Dr Kamikazi. C'est un géant version Hulk a l'air effrayant mais en vérité il est très doux et sensible. C'est une sorte de faux méchant qui pleure au cinéma et qui apprécie pleins de choses gentillettes.
- Björn Björnson : Un petit génie nordique égoïste qui a à peu près l'âge de Tommy et prétend être un plus grand génie que le professeur Moshimo. Il a son propre double robotique nommé Björnbot, parfois appelé frère Björn. Tous deux ont été introduits pour la première fois dans l'épisode du même nom – « Frère Björn ». Leur mission est de détruire la création de Moshimo, Robotboy, afin que Björnbot soit « le plus grand robot de combat du monde ».
- Björnbot : Björnbot est un sosie robotique de son créateur Björn Björnson. Il a des capacités d'armes et une force égales à celles de Robotboy, ainsi qu'une superactivation. Il semble que Björn lui-même ait créé plusieurs Björnbots. Björnbot a sa propre forme de superactivation. Contrairement à Robotboy, il manque d'émotion et a un vocabulaire plutôt plat (qui se compose principalement du mot "Ja !"). Robotboy pense à des stratégies dans les batailles et bat toujours Björnbot.
- Protoboy : Protoboy est le 1er robot conçu par le professeur Moshimo; il est donc le frère aîné de Robotboy. Contrairement à ses frères et sœurs, il manque d'humanité. Après l'avoir kidnappé, Kamikazi avait fait une erreur de jeunesse en le rendant méchant : Protoboy en était devenu hors de contrôle et avait détruit son repaire. Constantin avait dû le désactiver pour éviter le pire.

## Épisodes

### Première saison (2005)
1. Attaque, Sparky ! / Pris au piège (Dog-Ra / War and Pieces)
2. Protoboy / Survie sauvage (Brother / Roughing It)
3. Kamikazi fait joujou / Gus a un petit creux (I Want That Toy / Sweet Revenge)
4. Tout doit disparaître / Constarobot (Cleaning Day / Costabot)
5. Donnienator / Mon premier Halloween (Donnienator / Halloween)
6. Ouvrez les vannes / Constantin contre Kamikazi (Teasebots / Rising)
7. Robotboy à la une / Messages du futur (Metal Monster / Time Transmission)
8. Robotboy est amoureux / Faux-frère (Robot Love / Brother Bjorn)
9. Qui a peur du grand Kamikazi ? / Le Père-Noël s’en mêle (The Boy Who Cried / Christmas Evil)
10. Superpoing / Les robots se rebellent (Human Fist on Ice / Robot Rebels)
11. Le sous-marin sournois / Kami-cauchemars (Underwater / Nightmare)
12. Non-violence / Mon copain Kurt (Don't Fight It / Kurt's Father)
13. Robotboy veut pleurer / La fugue de Robotboy (Crying Time / Runaway Robot)

### Deuxième saison (2006)
1. Robotman / Yakitori contre Kamikazi (Robotman / A Tale of Two Evil Geniuses)
2. Le fils de Kamikazi / Adieu Robotboy (Something About Stevie / The Homecoming)
3. Zizanie à la maternelle / Robotgirl (Kindergarten Kaos / Robot Girl)
4. Bambi, la Bombe / Tommy voit double (Bambi-Bot / Double Tommy)
5. Allez Tommy / Robotboy se détraque (Tether Tommy / The Tune Up)
6. L'enlèvement de Robotboy / Une babysitter de choc (Shelf-Life / The Babysitter)
7. Un Gus ça suffit / Qui sera de la fête ? (Attack of the Killer G-Men / Party Out of Bounds)
8. Constantin est viré / Folie Féline (The Consultant / Feline Frenzy)
9. Incident diplomatique / Porte-à-porte (The Manchurian Robot / Door to Door)
10. Gastroboy / Joyeuse Saint-Valentine ! (Tummy Trouble / Valentine's Day)
11. Baston pour Bambi / Constantin cœur d'acier (Fight / Cast Iron Constantine)
12. La fête des mères / Kami-Caméléon (Kamispazi / Kami-Chameleon)
13. Match de catch / Le voyant (Wrestling With Gus / Soothsayer)

### Troisième saison (2007)
1. Pièces détachées / Supergus-boy (The Six Million Euro Man / RoboGus and the G-Machine)
2. Droit au but ! / Changement de programmes (Foot Brawl / Remote Out of Control)
3. Au Service de maman / Panique à Tokyo (Hair-A-Parent / Clammadon Rising)
4. Répète après moi ! / Piège végétal (Bad Language / Up a Tree)
5. Parc et attrape / Coup de vieux (Wunderpark / Zap! You're Old)
6. Capitaine Zéro / La légende du Yak surdoué (Racer Zero / The Legend of Brainy-Yak)
7. Magie à l'infirmerie / Magnétique maniaque (Nursing a Grudge / Stuck on You)
8. La soirée pyjama / Trou de mémoire (The Sleepover / Rowho?)
9. E.L.I.C.O. / Confisqué ! (C.H.O.P. / Destroy All Robots)
10. Vas-y mollo ! / Automatommy (Science Fear / AutomaTommy)
11. Remonté à bloc / Voyage au centre de Gus (Mancation / Journey to the Centre of Gus)
12. Bouchons & indigestions / Thelonious magix (Traffic Slam / Tragic Magic)
13. Je sens donc je suis / Zizanie au musée (Ooh That Smell / Museum Madness)

### Quatrième saison (2008)
1. Des dents enragées / Mes robots et moi (Gus's Big Mouth / Small Problems)
2. 200 % vitaminé / Ogbot (Vitamin Sucker / Ogbot)
3. Robot rebelle / Petit robot deviendra grand (Runaway Robot / Grow-No-Mo!)
4. Tatie Gravité / Joyeux anniversaire ! (Aunty Gravitee / Cheezy Fun for Everyone)
5. Purée de poids lourds / Robolympique (The Curse of Truckenstein / Robolympics)
6. Contrefaçons / Une mixture d'enfert (Knockoffs / Gus's Mix)
7. Le quart d'heure de gloire / Un robot peut en cacher un autre (Robotboy's Fifteen Minutes / The Old Switcharobot)
8. Super-héros-botboy / Les rongeurs attaquent (I, Hero! / Rats!)
9. Vaches aliénées / Tout doux la nounou (Udder Madness / Bad Nanny!)
10. Un robot dans un jeu de quilles / Garçon d'un jour (Bowling for Dummies / Tween for a Day)
11. Donnie Turnbull perd la boule / Robosingerie (Donny Turnbull's Day Off / Robomonkey Shines)
12. La vengeance de Protoboy / Un amour de mamie (The Revenge of Protoboy / Everybody Loves Grandma)
13. Le Retour de Robotgirl / Le Fi-fils à sa maman (The Return of Robotgirl / Momma's Boy)

## Commentaires
La série est l'une des premières du genre à être entièrement réalisée en 3D et la qualité de ses images de synthèse lui ont valu d'être distinguée dans de nombreuses manifestations telles que le SIGGRAPH et le MIPCOM, lui assurant un succès international.

## Récompenses
- SIGGRAPH 2003 : Meilleur programme vidéo pour la jeunesse
- MIPCOM 2003 : Premier prix dans la catégorie « Animation 3D »